# Po-fu galop
Po-fu Galop (ook wel Po-fu Gallop) is een compositie van Hjalmar Borgstrøm. De compositie dateert uit zijn vroege periode, toen hij nog werkte onder zijn eigenlijke naam Hjalmar Jensen. Het werk is geschreven voor piano solo. Er is een uitvoering bekend, aangekondigd 30 mei 1886 tijdens een muziekfeest georganiseerd door het muziekkorps van de Tweede Brigade. Onbekend is of Jensen daar zelf speelde of dat er een arrangement voor militaire kapel werd uitgevoerd. 